# Arrondissement di Blaye
L'arrondissement di Blaye è una suddivisione amministrativa francese, situata nel dipartimento della Gironda e nella regione della Nuova Aquitania.

## Composizione
L'arrondissement di Blaye raggruppa, dal 2006, 65 comuni in 5 cantoni:
- cantone di Blaye
- cantone di Bourg
- cantone di Saint-André-de-Cubzac
- cantone di Saint-Ciers-sur-Gironde
- cantone di Saint-Savin